# Proč
Proč est un village de Slovaquie situé dans la région de Prešov.

## Histoire
Première mention écrite du village en 1423.

## Démographie

### Évolution de la population
| Année:               | 1994. | 2004.   | 2014.   | 2024.   |
| -------------------- | ----- | ------- | ------- | ------- |
| Nombre de personnes: | 465   | 445     | 431     | 409     |
| Différence:          |       | -4,30 % | -3,14 % | -5,10 % |

| Année:               | 2023. | 2024.   |
| -------------------- | ----- | ------- |
| Nombre de personnes: | 417   | 409     |
| Différence:          |       | -1,91 % |